# Fredrik Burgman
Fredrik Burgman, född 21 augusti 1924 i Umeå, död 9 januari 1989 i Holmsund, var en svensk journalist, radioröst och författare. 
Mest bekant är han kanske för sina radiokrönikor under 1970-talet och 1980-talet, där ett stående inslag var Rapport från ljugarbänken på Himmelska fridens torg. Himmelska fridens torg var i den kontexten centrumtorget i Holmsund. Burgman ska ha myntat namnet på torget eftersom han tyckte det passade bättre som namn på det torget än för dess namne i Peking eftersom det var betydligt lugnare.
Burgman var också kåsör och värd för programmet Sommar i Sveriges Radio under 10 säsonger (första gången 1966, sista 1985).